# مستان (أديامان)
مستان (بالتركية: Mestan)‏ هي قرية كرديّة تتبع إداريّاً لمديرية أديامان في محافظة أديامان التركية الواقعة في جنوب شرق الأناضول. وبلغ عدد سكانها 250 نسمة في عام 2021.